# Vītiņi socken
Vītiņi socken (lettiska: Vītiņu pagasts) är ett administrativt område i Auce kommun i Lettland.